# Schloßvippach
Schloßvippach ist eine Gemeinde im Landkreis Sömmerda in Thüringen und Sitz der Verwaltungsgemeinschaft Gramme-Vippach, der weitere elf Gemeinden zugegliedert sind. Der Name des Ortes geht auf ein Schloss Vippach zurück, das zur Zeit der SBZ 1948 abgerissen wurde.

## Lage
Schloßvippach befindet sich im fruchtbaren Thüringer Becken östlich der Bundesautobahn 71 und an den Landesstraßen 1054 und 1056. Ein östlich gelegener Ortsteil ist Dielsdorf. Die Vippach ist ein Bach, der südlich des Ortes verläuft.

## Geschichte

### Frühgeschichte
In der Nähe des Ortes und seiner Umgebung war schon in der Jungsteinzeit 2.000 Jahre vor Chr. durch Schnurkeramiker besiedelt. Im Jahr 1875 hat der Jenaer Archäologe Friedrich Klopfleisch ein Zentralgrab entdeckt. Neben menschlichen Gräbern und Gebrauchsgegenständen hat man bei der Ausgrabung auch Pferdegräber gefunden; dies ist ein Hinweis auf die Bedeutung der Pferdezucht in dieser Region. Seit 2008 wird die bereits bekannte bronzezeitliche Siedlung Schloßvippach von Archäologen für Ur- und Frühgeschichte der Friedrich-Schiller-Universität Jena weiter ausgegraben, da sie ein einzigartiges Ensemble an Befunden mit unterschiedlichen Hausbauten, Brunnen, befestigtem Weg und einem dazugehörigen Gräberfeld bietet. Viele weitere Funde wurden aus der Eisenzeit, der Periode des Thüringer Reichs und der Franken gemacht. In deren Zeit gehörte die Region zum Ostergau.

### 8. bis 11. Jahrhundert
Das erste Mal wurde der Ort 793 urkundlich erwähnt. Das Kloster Fulda besaß als Bildungsmittelpunkt sehr großen Einfluss in Thüringen. In den Besitzverzeichnissen des 8. Jahrhunderts vom Kloster im Erfurter Land wird das Dorf zweimal erwähnt. Diese Schriften sind nicht wirklich datiert, gehören aber genau in den Zeitraum 780 – 802. Schloßvippach ist aus zwei Siedlungen entstanden, aus dem Unterdorf und aus dem Oberdorf. Das Gräberfeld Obermarbach weist eine germanisch-slawische Mischbevölkerung auf.

### 11. bis 19. Jahrhundert
Im 11. Jahrhundert wurde Schloßvippach von Herrn von Vippach erstmals erwähnt. Die Burganlage ist wohl auf die Zeit um 1050 zurückführen. Im Oberdorf wurde die St.-Petri-Kirche ungefähr um das Jahr 1100 gebaut, vielleicht eine Gründung vom Peterskloster in Erfurt. Der Turm der Kirche stammt aus dem Jahr 1261. Möglicherweise wurde die Kirche auch in diesem Jahr erbaut. Mitte des 12. Jahrhunderts kam es zu einer Befestigung des Dorfes mit Mauern, Gräben und dichtem Buschwerk. Landgraf Friedrich I. der Gebissene zerstörte das Dorf und die Burg etwa um das Jahr 1309, aber beides wurde wiederaufgebaut. Die Burg und die Petrikirche wurden dann im Thüringer Grafenkrieg um 1343 erneut vernichtet. Wegen finanzieller Schwierigkeiten verkaufte Otto von Vippach die wiederaufgebaute Burg und ein Drittel des Dorfes Vippach an den Rat zu Erfurt. Dies geschah circa 1387. Seit 1387 sicherte die mehrfach umgebaute Burg über 400 Jahre lang den Schutz für die Erfurter Gebiete gegen Nordosten. Der Schlosshauptmann war gleichzeitig Gutsherr, Gerichtsherr, Kirchen- und Schulpatron für das Dorf. 1483 bekam Erfurt noch die Dörfer Berlstedt und Kleinbrembach. Gemeinsam mit diesen Dörfern wurde das Amt Vippach mit einem auf der Burg waltenden Amtsmann gebildet. Zu dessen Aufgaben zählte unter anderem die Schlichtung von territorialen Streitigkeiten zwischen den Nachbarorten Schloßvippach, Dielsdorf und Sprötau. In der Nähe von Schloßvippach wurden neben den üblichen Feldfrüchten auch Wein und Hopfen angebaut. Die Region wurde später auch als „Thüringer Kräutergarten“ bezeichnet. Außer den vielen Landwirten gab es um das Jahr 1500 eigene Handwerker (64). Die Lehren von Martin Luther wurde in der Bevölkerung gut aufgenommen.
Im Dreißigjährigen Krieg wurde Schloßvippach mehrmals verwüstet: 1622/23 durch Herzog Friedrich von Altenburg und 1628 durch kroatische Truppen. Erfurt und Schloßvippach hatten von Mitte der 1630er Jahre bis 1650 eine ziemlich ruhige Phase, weil die Schweden den Norden Deutschlands erobert hatten. Zwischen 1660 und 1670 lebten im Dorf 477 Einwohner. Diese verteilten sich auf 97 bewohnte und 131 verwüstete Wohnhäuser. Daneben gab es noch sieben öffentliche Gebäude sowie die Ställe und Scheunen.
Das Erfurter Gebiet wurde mit Schloßvippach 1664 kurmainzisch und gehörte somit zum Bistum Mainz. Die Einwohner mussten sich dem neuen Herrn 1667 auf dem Schlosshof unterwerfen. Das Jahr 1683 brachte die Pestseuche, welche Hunderte von Opfern forderte. Das Jahrmarktrecht erhielt man 1699. Ein Teil des Gutes wurde 1701 unter 30 Untertanen erbrechtlich aufgeteilt. Diese Gemeinschaft hielt sich bis Mitte des 19. Jahrhunderts. Der Ort schrieb eine Einwohnerzahl von 782 in 194 Wohnhäusern. Ab 1802 wurde Schloßvippach preußisch.
Nach dem Ende der Schlacht von Jena und Auerstedt kam es 1806 durch französische Soldaten zu Plünderungen im Dorf und im Schloss. Von 1806 bis 1813 war Schloßvippach wie Erfurt Teil von Napoleons (Fürstentum Erfurt) eroberten Gebieten. In einen Überraschungsangriff am 17. Oktober 1813 nahm der preußische Major Friedrich Hellwig mit 55 Husaren 70 polnische Ulanen gefangen, die zu Napoleons Verbündeten gehörten. Schloßvippach hatte 28 Männer die danach bei den Befreiungskriegen von 1813 bis 1815 geholfen haben.

### 19. Jahrhundert bis zur Gegenwart
Mit dem Ende der französischen Fremdherrschaft kamen die Orte des Amts Vippach im Jahr 1815 zum Großherzogtum Sachsen-Weimar-Eisenach. Diese Orte wurden dem Amt Großrudestedt eingegliedert, und damit endete der Exklavenstatus des Orts. 1843 hatte Schloßvippach 1143 Einwohner zu verbuchen. Bis zum Ersten Weltkrieg kam es zu fortdauerndem Aufschwung, begleitet von reger Bautätigkeit und vielen Vereinsgründungen. 1871 machte die Gemeinde ein Friedensfest, es wurden 42 Teilnehmer des Deutsch-Französischen Krieges aus Weimar wieder nach Schloßvippach geholt. Nur ein Vippacher Soldat ist verstorben. Ein Kindergarten wurde 1897 eingerichtet. Die Elektrifizierung begann 1906 mit einer Licht- und Kraftleitung von dem Kraftwerk aus Gispersleben. 1909 Gründung der Poststelle mit Telegraphendienst. Zwei der drei Glocken der Veitskirche wurden eingeschmolzen wegen des Ersten Weltkriegs.
1920 wurde Schloßvippach zum damaligen Freistaat Thüringen hinzugefügt. 1921 wurden eigene Notgeldscheine herausgegeben. 1931 lebten 1230 Menschen im Ort.
Während des Nationalsozialismus und Zweiten Weltkrieges kam es am 8. März 1945 zu einem Lynchmord. Ein 25-jähriger Flying Officer (Oberleutnant) der Royal Canadian Air Force, der Bombenschütze Thomas M. Draper, war mit Fallschirm aus seinem bei Großneuhausen abstürzenden viermotorigen Bomber abgesprungen. Die Avro Lancaster war auf dem Rückflug von dem schweren britischen Luftangriff auf Dessau am 7./8. März von Nachtjägern der Luftwaffe abgeschossen worden. Draper wurde bei Schloßvippach aufgegriffen und bei seinem Abtransport vom damaligen Landrat und Kreisleiter von Weimar, Franz Hofmann, in der Nähe des Sportplatzes erschossen. Seine Leiche wurde in der nordwestlichen Ecke des Friedhofs Schlossvippach bestattet und am 1. September 1947 auf den Britischen Militärfriedhof Berlin (Heerstraße) umgebettet. Ermittlungen gegen den Täter erübrigten sich, da Hofmann noch vor Kriegsende ums Leben gekommen war.
In Schloßvippach waren während der Kriegszeit 73 polnische, 23 russische und ein jugoslawischer Zwangsarbeiter gemeldet. In Dielsdorf (Schloßvippach) waren es 21 Personen aus Polen. Sie waren überwiegend in Höfen untergebracht, wo sie arbeiten mussten. Außerdem waren Kriegsgefangene im Einsatz, welche sich in der damaligen Gaststätte „Zum Löwen“, Karl-Buchholz-Str. 213 (heute Nr. 20a) befanden. Das erste Kommando bestand aus 28 französischen Kriegsgefangenen, welche abends eingeschlossen und von einem Soldaten bewacht wurden. Später wurden sie in den Gemeindesaal in Dielsdorf (Schloßvippach) verlegt. Ab Herbst 1943 wurden noch 35 italienische Militärinternierte registriert.
Bei einem Todesmarsch des KZ-Außenlagers Niederorschel zum KZ Buchenwald wurde ein unbekannter KZ-Häftling von der SS ermordet. Die Häftlinge machten zwischen dem 6. und 8. April 1945 in Schloßvippach Halt und wurden in einer Feldscheune untergebracht. Seit dem 2. Oktober 1984 erinnert eine Gedenkstele an diesen Todesmarsch.
Im Zweiten Weltkrieg sind 67 Soldaten aus Schloßvippach gefallen oder wurden vermisst. Die Einwohnerzahl stieg auf 1900 an, weil man 1946 600 Heimatvertriebene dazu bekam. Nach dem Zweiten Weltkrieg wurde der Ort zur sowjetischen Besatzungszone hinzugefügt und machte dabei die entsprechende gesellschaftliche Veränderung durch, zusätzlich wurde eine Bodenreform durchgeführt.
Die Burg Schloss Vippach, in bestem Bauzustand, war bis 1945 im Besitz der Familie Collenbusch. Sie wurde auf Grundlage des Befehls 209 der Sowjetischen Militäradministration im Jahre 1948 zerstört.
Jede Familie im Dorf wurde bei Strafandrohung verpflichtet, ein Mitglied zu den Abrissarbeiten zu schicken. Von 1945 bis 1949 wechselten sich sechs Bürgermeister ab. 1953 wurde die erste LPG gegründet, 1960 erreichte man unter erheblichem Druck die „Vollgenossenschaftlichkeit“. 1989 bildeten sich auch in Schloßvippach eine SPD und der Demokratische Aufbruch. Bei den Kommunalwahlen im Mai 1990 gewannen die CDU 6, die SPD 3, die FDP 1, die PDS 1 und andere Gruppierungen zusammen 7 Mandate. Am 3. Oktober 1990, dem offiziellen Tag der Wiedervereinigung, pflanzte der Bürgermeister auf dem Kirchvorplatz eine Eiche.

### Einwohnerentwicklung (zum 31. Dezember des jeweiligen Jahres)
| - 1994 – 1.506 - 1995 – 1.550 - 1996 – 1.586 - 1997 – 1.611 - 1998 – 1.613 - 1999 – 1.591 - 2000 – 1.581 - 2001 – 1.565 | - 2002 – 1.542 - 2003 – 1.500 - 2004 – 1.499 - 2005 – 1.475 - 2006 – 1.449 - 2007 – 1.421 - 2008 – 1.414 - 2009 – 1.391 | - 2010 – 1.367 - 2011 – 1.410 - 2012 – 1.393 - 2013 – 1.398 - 2014 – 1.404 - 2015 – 1.408 - 2016 – 1.403 - 2017 – 1.394 | - 2018 – 1.377 - 2019 – 1.370 - 2020 – 1.372 - 2021 – 1.361 - 2022 – 1.347 - 2023 – 1.334 |

 Datenquelle: Thüringer Landesamt für Statistik

## Politik

### Gemeinderat
Der Gemeinderat aus Schloßvippach setzt sich aus 12 Ratsfrauen und Ratsherren zusammen:
| CDU – offene Liste:                 | 9 Sitze |
| Freie Wählergemeinschaft Dielsdorf: | 3 Sitze |

(Stand: Kommunalwahl am 26. Mai 2024)

### Bürgermeister
Der ehrenamtliche Bürgermeister Uwe Köhler wurde am 5. Juni 2016 gewählt und am 12. Juni 2022 wiedergewählt.

### Wappen
Blasonierung: „Gespalten und zweimal geteilt von Rot und Silber.“

### Gemeindepartnerschaft
- Ober-Olm Rheinland-Pfalz
- Ramonchamp in Frankreich

## Kultur und Sehenswürdigkeiten
- Evangelische Pfarrkirche St. Vitus mit Ausstattung, im Westen des Ortes, im „Unterdorf“. Die Kirche muss bereits 1261 bestanden haben, der Turm stammt wahrscheinlich noch aus dieser Zeit. Das Kirchenschiff wurde in spätgotischem Stil um 1500 errichtet. An der Nord- und Südseite befinden sich Freitreppen. Erst ab Mitte des 15. Jahrhunderts ist St. Vitus die Haupt-Pfarrkirche des Dorfes. Der Friedhof existiert seit 1843.

- Das Schloss Vippach, ein Wasserschloss und Stammsitz der erstmals im 11. Jahrhundert erwähnten Herren von Vippach, wurde etwa 1050 im Osten des Ortes erbaut. Die ältesten Teile dieses zur Zeit der SBZ 1948 abgerissenen, stattlichen Baues waren der Bergfried aus dem 14. Jahrhundert und das Torgebäude von 1650. Als „Ersatzmaßnahme“ zum benachbarten Autobahnbau A 71 wurde 2004 der verschlammte Schlossgraben renaturiert, die Naturstein-Brücke rekonstruiert und die verwahrloste Insel beräumt.

- Etwas südlich der ehemaligen Burg befindet sich die kleine (ehemals viel größere) St.-Petri-Kirche, zusammen mit Bodenfunden Hinweis auf einen zweiten mittelalterlichen Siedlungskern im Osten des heutigen Dorfes. Sie wurde um 1100 erbaut, ist also älter als St. Vitus und war bis Mitte des 15. Jahrhunderts die Hauptpfarrkirche von Schloßvippach. Die Peterskirche wurde 1309 und 1343 zerstört und 1350 wiederaufgebaut. Dietrich von Vippach stiftete damals die Bronzeglocke, die damit eine der ältesten Glocken Thüringens ist. Im Dreißigjährigen Krieg wurde die Kirche als Steinbruch für die Verstärkung der Zugbrücke der nahegelegenen Burg verwendet. Nur der östliche Teil, die ehemalige Sakristei blieb stehen. 1708/10 wurde der noch erhaltene Rest zur Kapelle umgebaut und erhielt den Dachreiter mit Schweifkuppel. Der Petri-Kirchhof wurde ab 1843 nicht mehr benutzt. 1916 pflanzte man eine Luther-Eiche vor der Kirche.

- Stattliche Gebäude im Ort sind der Ratskeller (der auch das Rathaus ist, erbaut 1841 und umgebaut vor 1900) und das benachbarte frühere Gasthaus „Zur Sonne“ mit Hoftor. Sowohl zur DDR-Zeit als auch danach gingen Gebäude des ehemals wohlhabenden Ortes verloren.

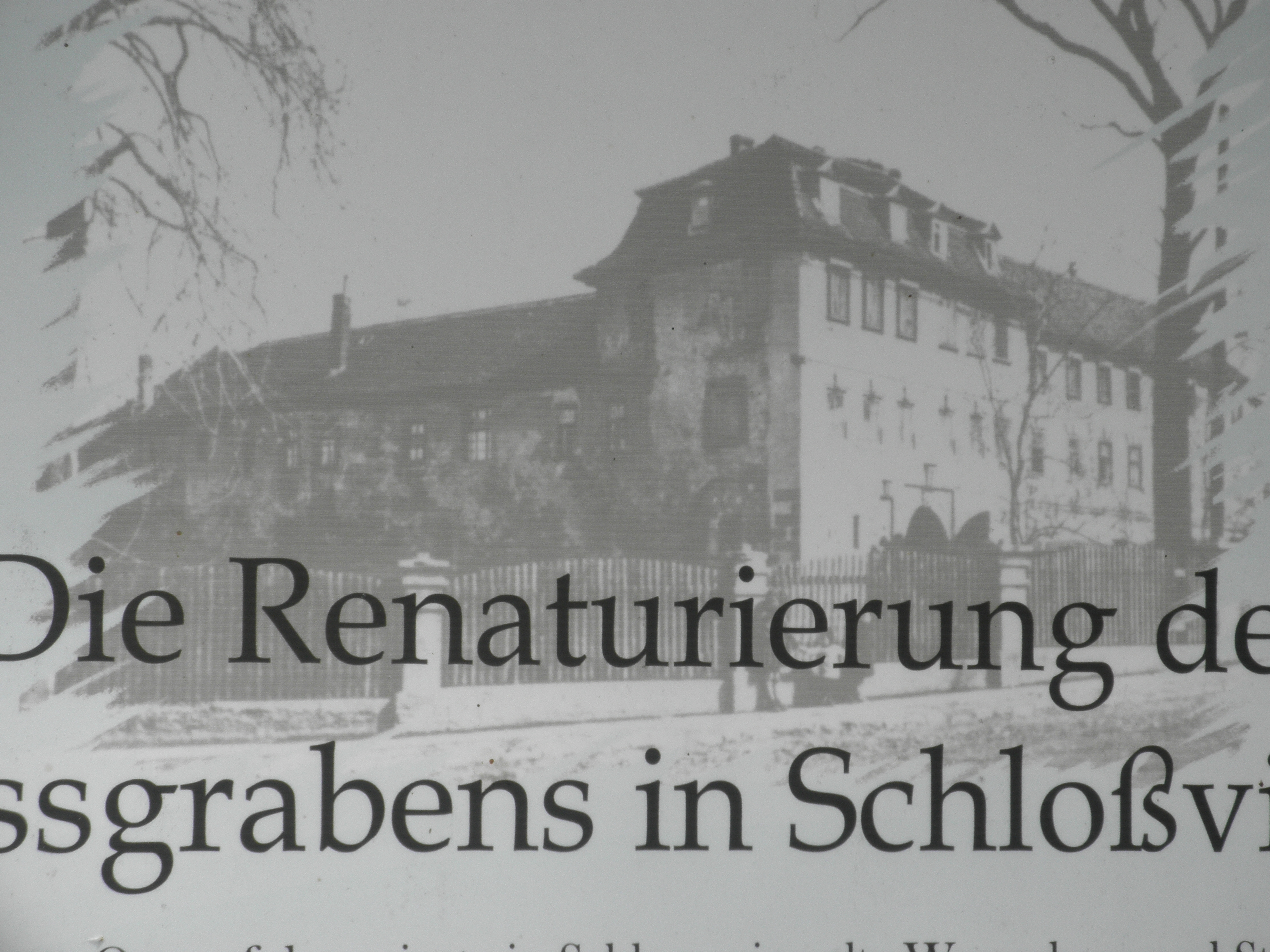
Abgerissenes Schloss in Schloßvippach
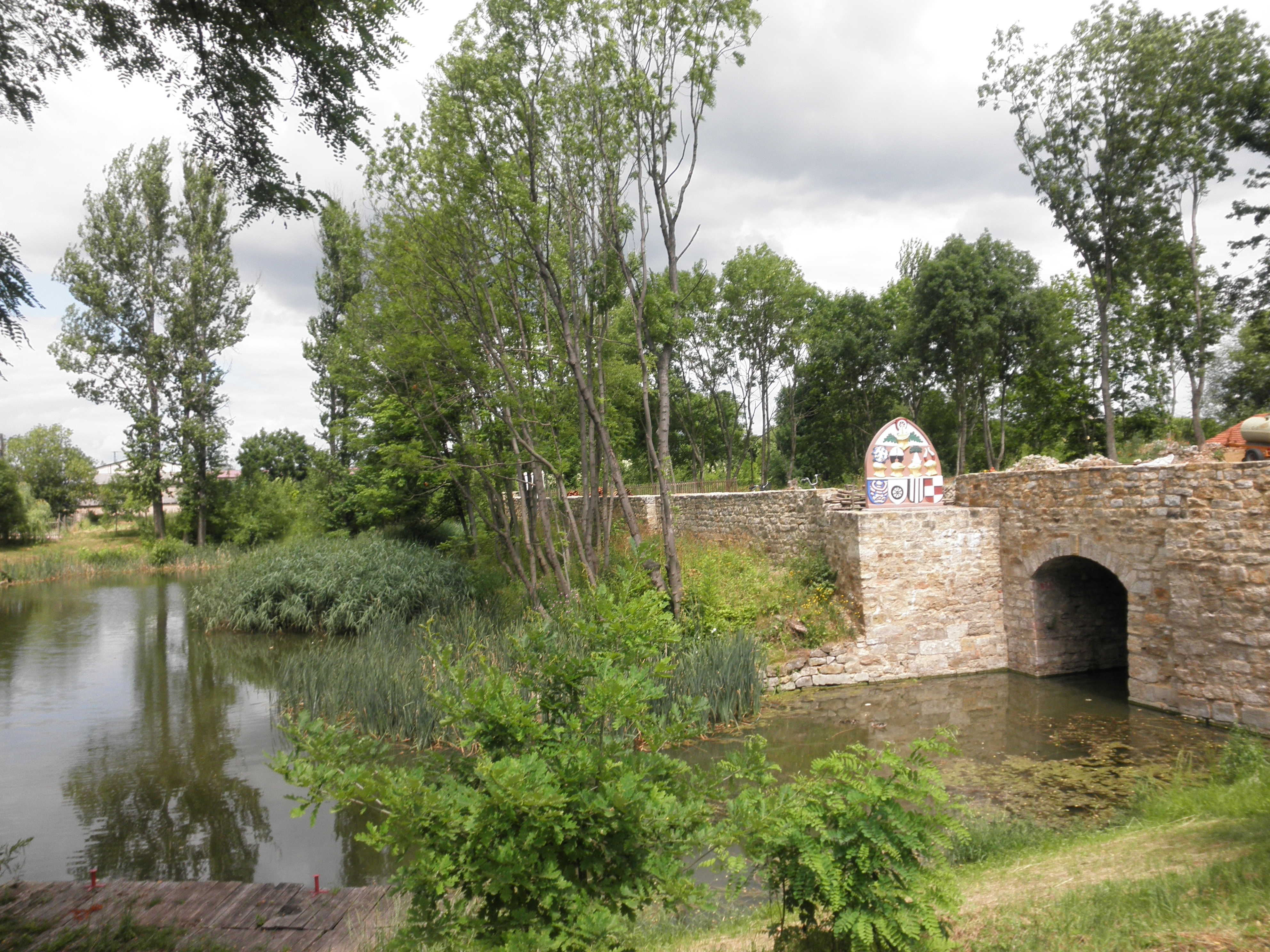
Schlossgraben in Schloßvippach
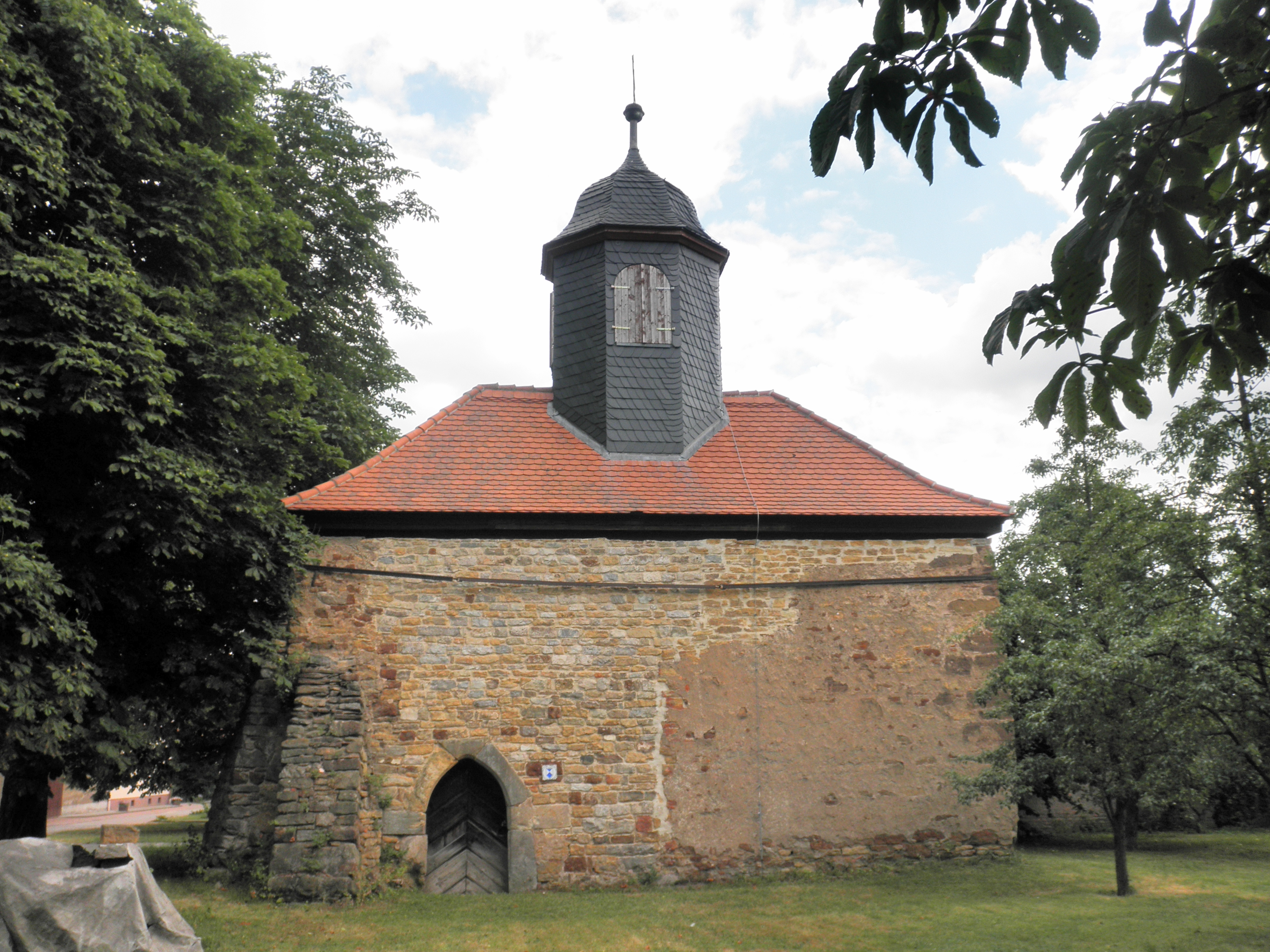
Petrikirche in Schloßvippach
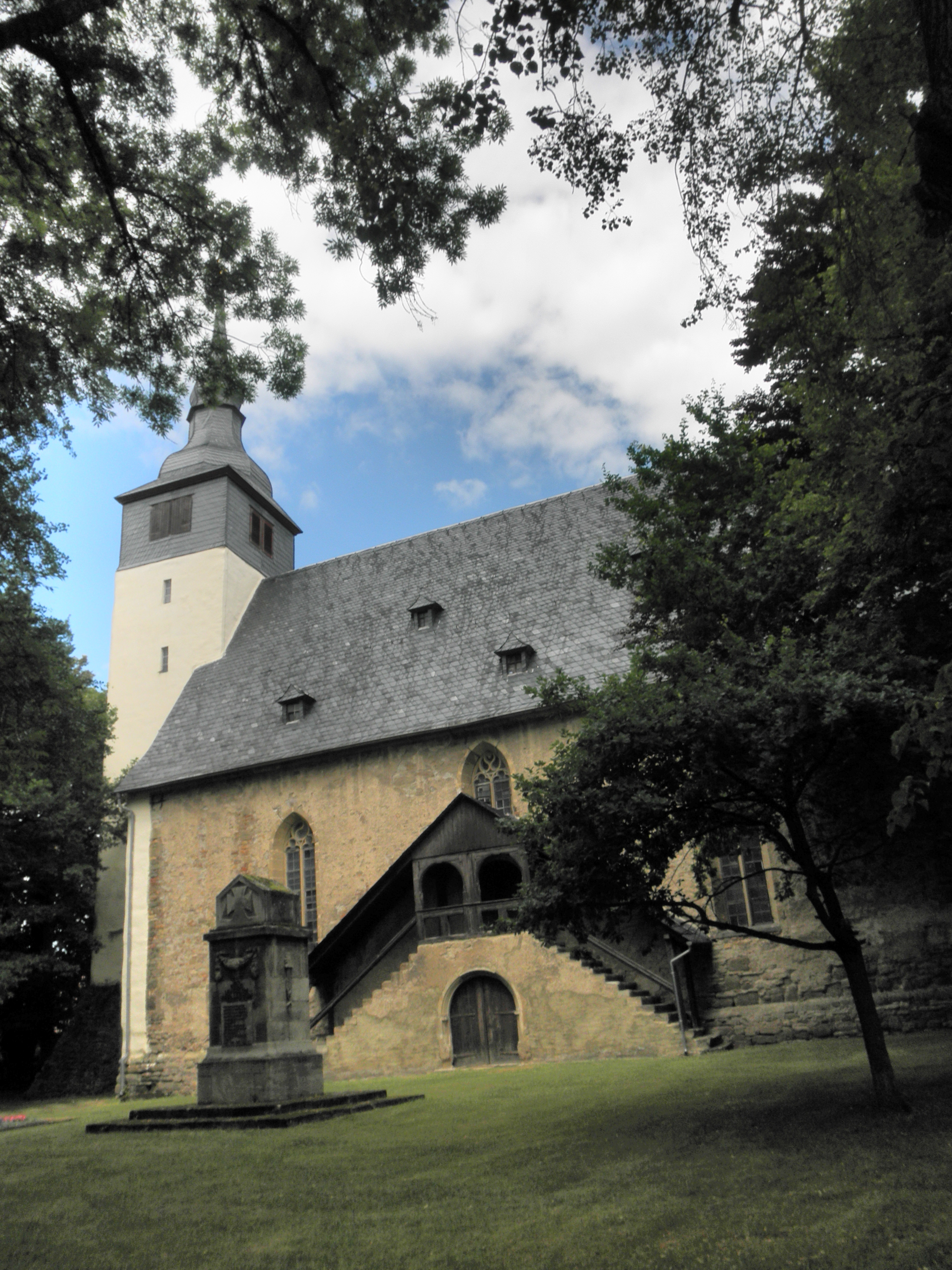
Kirche St. Vitus in Schloßvippach
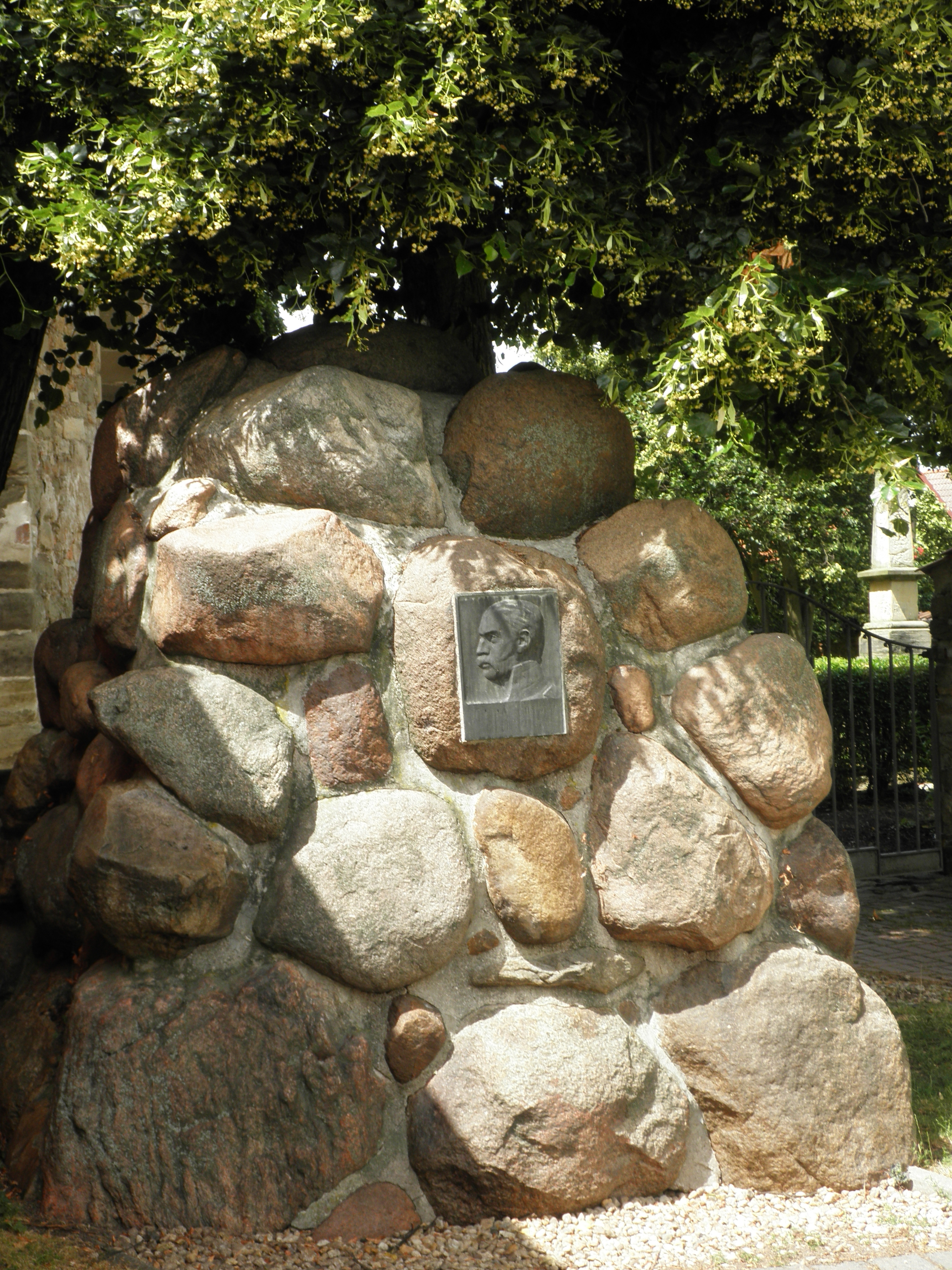
Denkmal für Friedrich von Hellwig in Schloßvippach
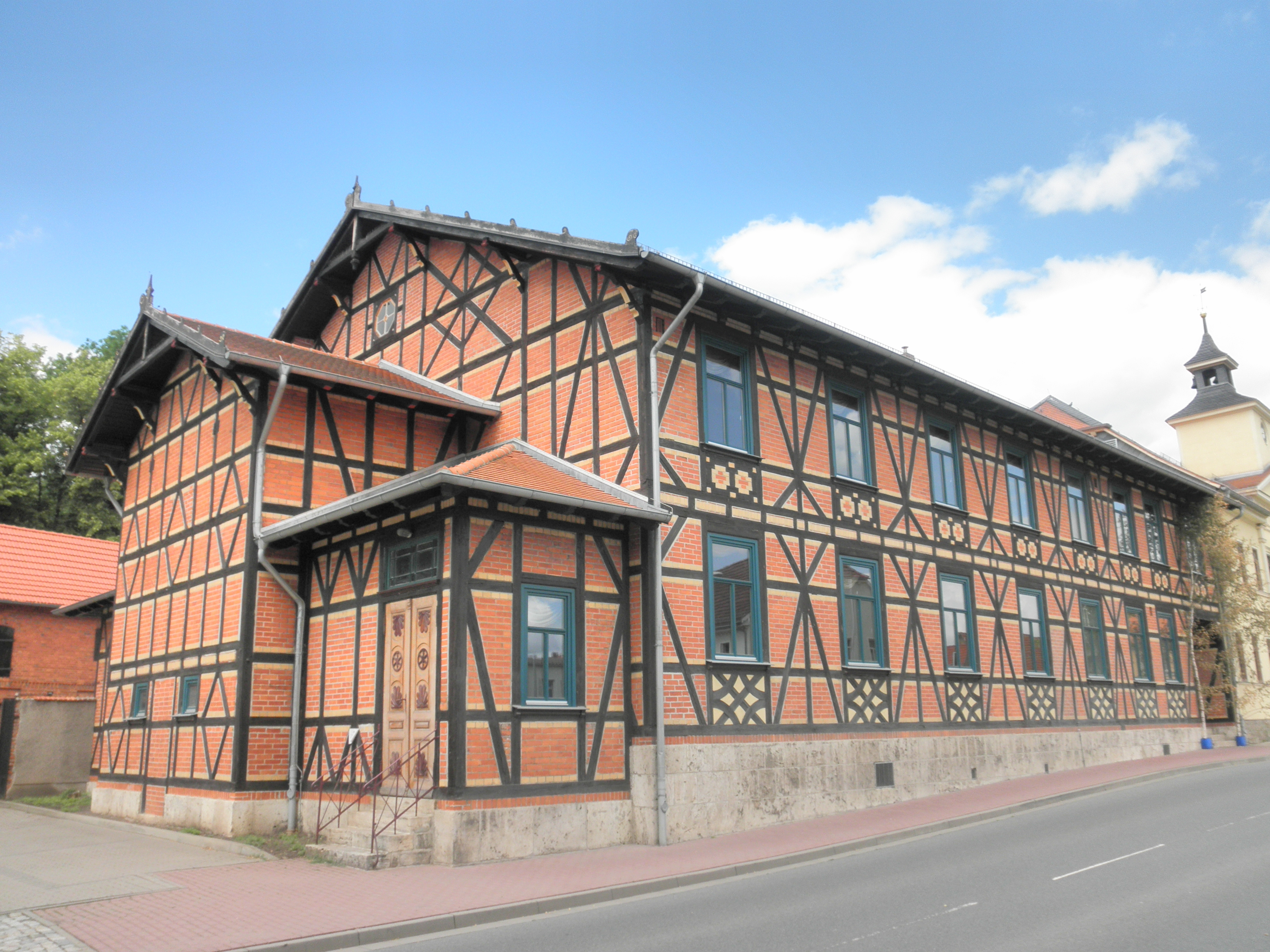
Ratskeller-Anbau in Schloßvippach
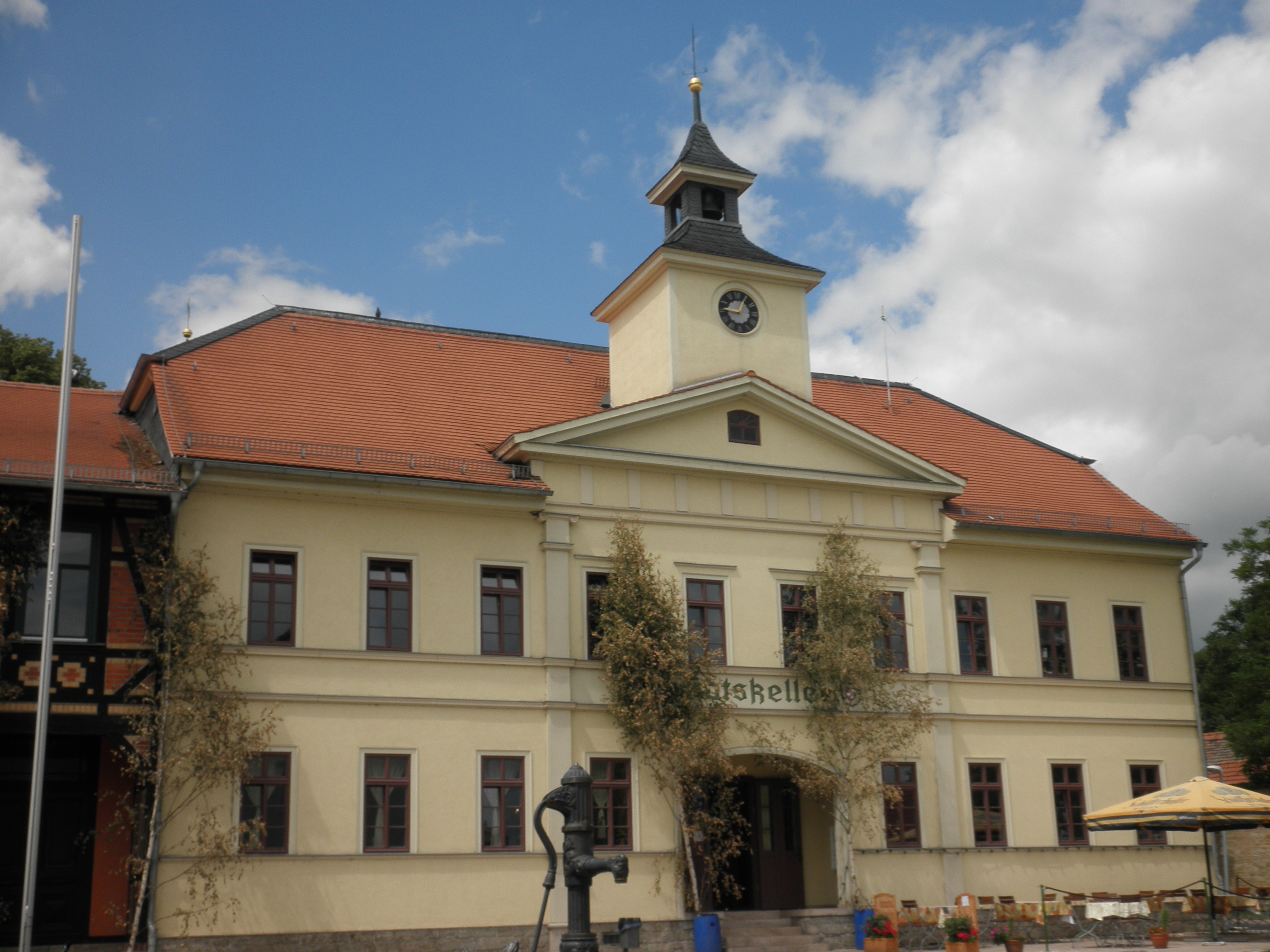
Ratskeller in Schloßvippach
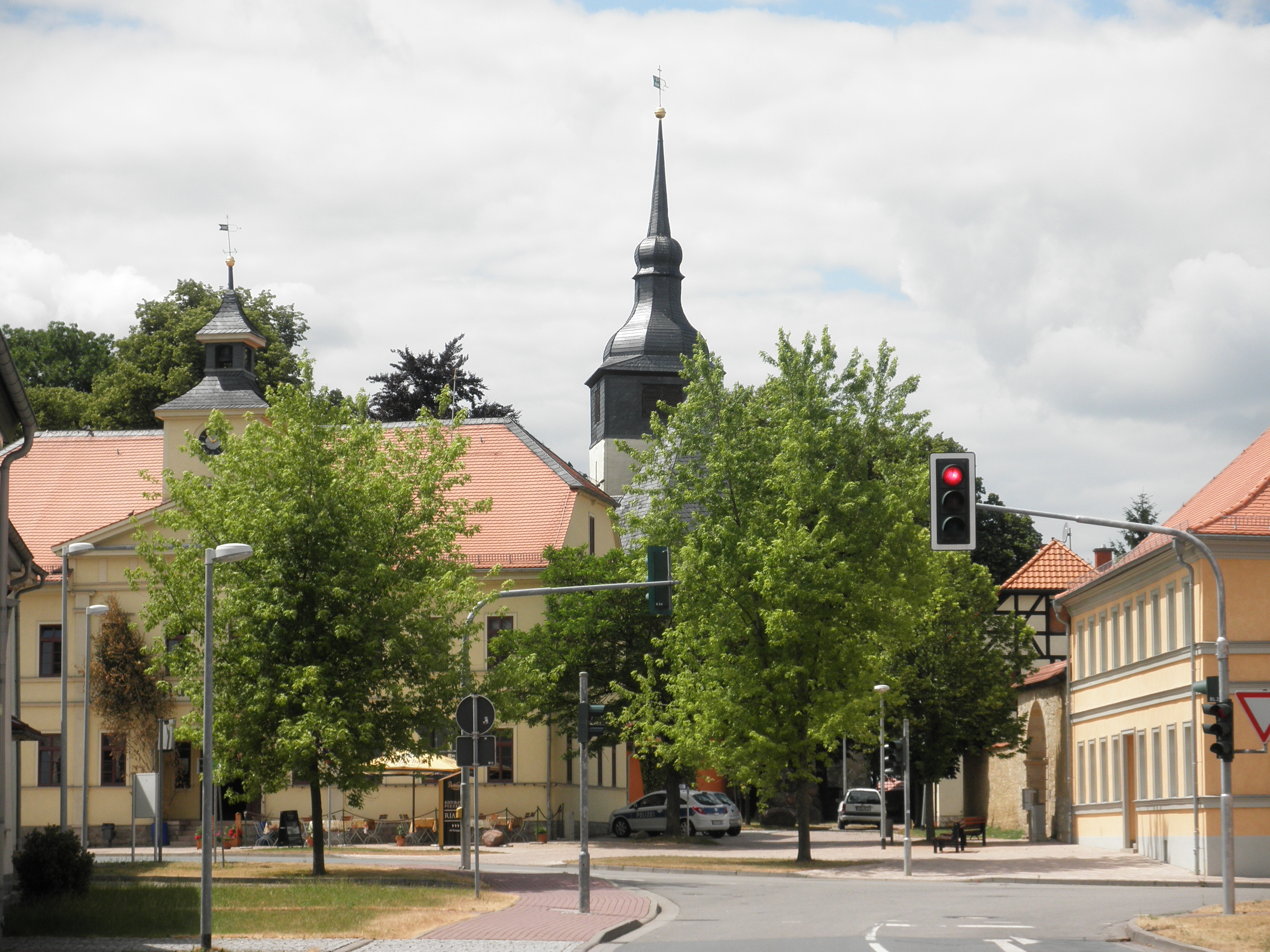
Blick auf Ratskeller, Kirche und früheres Gasthaus

### Geschichtsdenkmale
- Vor der St.-Vitus-Kirche befindet sich der Hellwig-Stein, ein 1913 errichtetes Denkmal zur Erinnerung an ein erfolgreiches Gefecht eines preußischen Freikorps unter Führung des Majors Friedrich Hellwig gegen mit Napoleon verbündete polnische Ulanen in Schloßvippach.
- Auf dem Friedhof sind trotz weitgehender Beräumung zur DDR-Zeit noch historische Denkmäler für die Gefallenen der beiden Weltkriege und Familiengräber bemerkenswert.
- Auf dem Friedhof befindet sich auch das Grabdenkmal für einen KZ-Häftling, der im April 1945 bei einem Todesmarsch des KZ-Außenkommandos Niederorschel von SS-Männern ermordet wurde. Seit 1984 erinnert eine Gedenk-Stele in der Erfurter Straße an dieses Geschehen.
- Gedenkstein am Sportplatz für den kanadischen Flieger Thomas Maynard Draper, der am 8. März 1945 einem der sog. Fliegermorde zum Opfer fiel. Der Stein wurde am 8. März 2019 feierlich geweiht.[4]
- Langensteinsches Gericht nordöstlich von Schloßvippach an der Straßen-Gabelung Sprötau und Orlishausen. Hier wurde über Jahrhunderte – bis 1830 – Gericht vor allem bei territorialen Streitigkeiten zwischen den benachbarten Gemeinden gehalten.
- Hügelgrab Katzenhügel nördlich von Schloßvippach

## Sonstiges
Am 8. März 1945 kam es in der Nähe des Sportplatzes zu einem der sogenannten Fliegermorde an dem kanadischen Piloten Thomas Maynard Draper, der den Abschuss seines Lancaster-Bombers auf dem Rückflug von einem schweren Luftangriff auf Dessau überlebt hatte. Der Kriegsgefangene sollte nach Weimar überstellt werden, wurde aber während des Abtransports vom hinzugeeilten Landrat des Landkreises Weimar, Franz Hofmann, erschossen.
Während des Zweiten Weltkrieges mussten 28 Kriegsgefangene aus Frankreich, 35 Militärinternierte aus Italien sowie 97 Frauen und Männer aus Polen, Russland und Jugoslawien in der Landwirtschaft von Schloßvippach Zwangsarbeit verrichten. Nach Dielsdorf kamen 21 Polen.

## Persönlichkeiten
- Johann Simon Buchholz (* 1758 in Schloßvippach; † 1825 in Berlin), Orgelbauer
- Johann Immanuel Müller (* 1774 in Schloßvippach; † 1839 in Erfurt), Organist, Kantor, Musikdirektor und Komponist
- Johann Christian Wilhelm August Hopfensack (* 1801 in Schloßvippach; † 1874 in Kleve), Theologe, Pädagoge und Dichter evangelischer geistlicher Lieder
- Karl Buchholz (* 1849 in Schloßvippach; † 1889 in Weimar), „Maler Thüringer Heimat“

## Verkehr
Der Bahnhof Schloßvippach lag an der Schmalspurbahn Weimar–Rastenberg/Großrudestedt. Diese ist stillgelegt. Der nächste Haltepunkt ist Großrudestedt an der Bahnstrecke Sangerhausen–Erfurt.